# ПИМК
„ПИМК“ ООД е българско предприятие за товарен автомобилен транспорт със седалище в Марково, община Родопи, и централна администрация в Пловдив. Тя е собственост на Пенко Несторов и Илиян Филипов чрез „ПИМК Холдинг Груп“. Двамата притежават и предприятието за железопътен транспорт „ПИМК Рейл“.
„ПИМК“ е регистрирана на 21 февруари 2000 година и през следващите години се превръща в един от водещите автомобилни превозвачи в страната. През 2018 година има 1651 служители, обем на продажбите 234 милиона лева и печалба от 1,97 милиона лева. Към 2021 година е най-голямото предприятие за товарни автомобилни превози в България.